# Uromys caudimaculatus
Uromys caudimaculatus là một loài động vật có vú trong họ Chuột, bộ Gặm nhấm. Loài này được Krefft mô tả năm 1867.